# 伯特蘭·邁耶

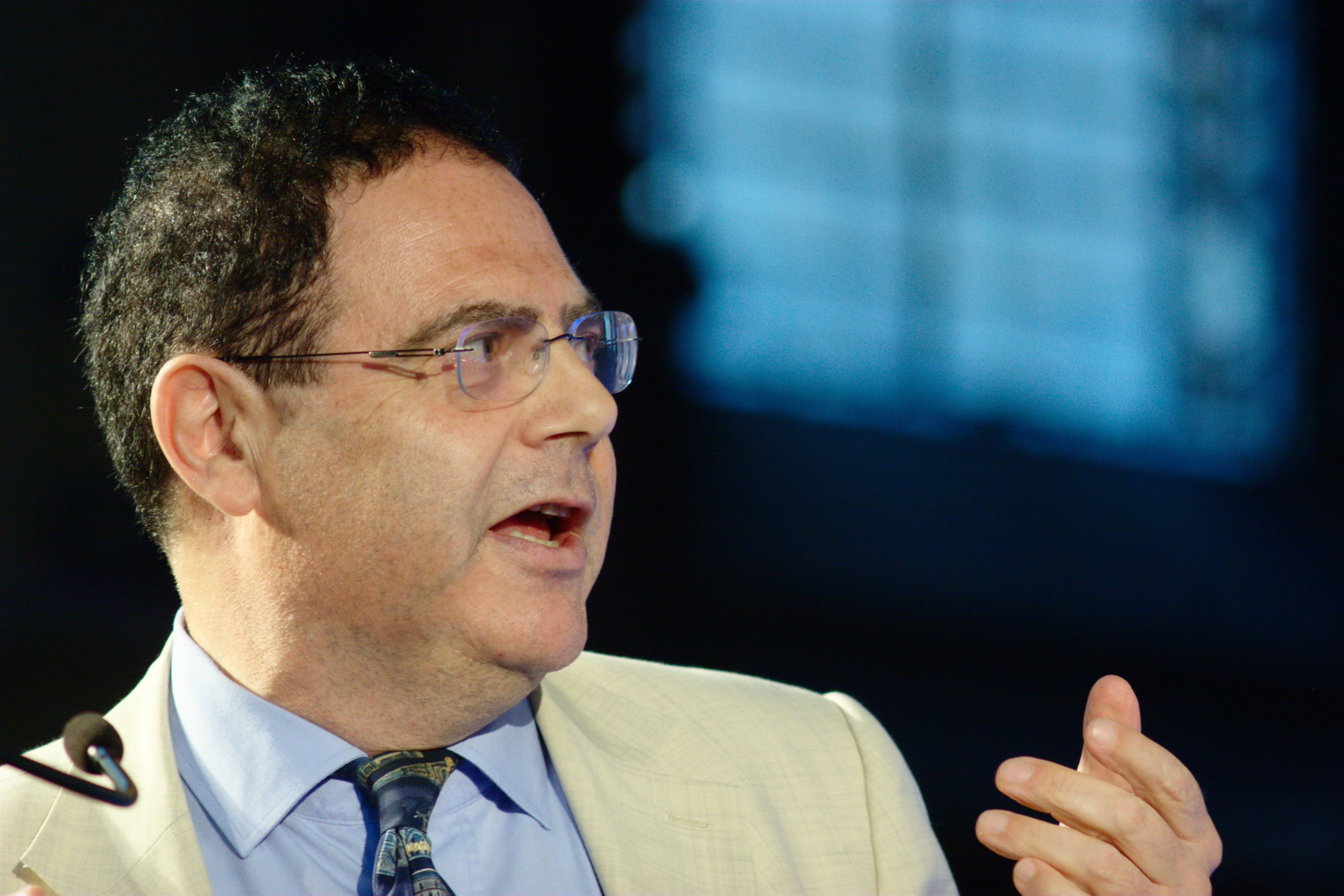
伯特蘭·邁耶

伯特蘭·邁耶（法語：Bertrand Meyer，1950年11月21日—），生於法國，程式語言專家，Eiffel程式語言的創造者，曾提出契约式设计觀念。

## 生平
於巴黎综合理工学院取得學士學位，美國史丹佛大學碩士，於法國南錫大學取得博士學位。
2001年10月，成為苏黎世联邦理工学院軟體工程教授。

## 著作
1988年，出版《物件導向軟體建構》（Object-Oriented Software Construction），為物件導向編程的經典作品。